# Ekityki
De Ekityki (Russisch: Экитыки) is een ongeveer 150 kilometer lange rivier in het noorden van de Russische autonome okroeg Tsjoekotka. Het is een linkerzijrivier van de Amgoeëma.
De rivier ontspringt in het Ekitykigebergte van het Hoogland van Tsjoekotka en stroomt globaal in de richting van het noordoosten door een dunbevolkt toendragebied. In de bovenloop doorstroomt ze het Ekitykimeer. De belangrijkste zijrivieren zijn vanaf de bron de Tsjantalvergyrgyn (links) en de Engyrgyn (rechts). In de bovenloop heeft de Ekityki het karakter van een bergrivier. Iets stroomopwaarts van de instroom van de Tsjantalvergyrgyn begint ze sterk te meanderen en vormt meerdere stroomkanalen. Iets ten noorden van het voormalige dorp Geologitsjeski stroomt de Ekityki uit in de Amgoeema.
In de rivier leven vissoorten als kleine marene (en andere houtingen), vlagzalm, snoek, spiering, kwabaal, stierzalm en karper. In het stroomgebied zijn de meest oostelijke overblijfselen van wolharige neushoorns van het vasteland gevonden (ook op Wrangel aangetroffen).